# Pelodiscus huangshanensis
Pelodiscus huangshanensis — вид черепах з родини трикігтевих черепах (Trionychidae). Описаний у 2021 році.

## Поширення
Ендемік Китаю. Поширений у горах Хуаншань на півдні провінції Аньхой. Мешкає у чистих гірських потічках з дрібним піском, що розташовані біля витоків річки Цяньтан.